# Crime sans victime
« Crime sans victime » est une expression introduite en 1965 par le sociologue américain Edwin Schur dans son livre Crimes Without Victims: Deviant Behavior and Public Policy: Abortion, Homosexuality, Drug Addiction,,. Il désigne un acte qui constitue une infraction alors même qu'on peut contester qu'il produise une victime réelle. La réprobation qui s'attache à l'acte litigieux, outre sa sanction légale, peut être de nature morale, sociale ou encore religieuse. La locution « crime sans victime » est notamment utilisée en philosophie du droit, où elle désigne tout type d'acte puni par une loi et dont la victime concrète est difficile à identifier. Les notions de « crime » et de « victime » ne sont alors pas prises dans leur sens juridique et l'expression est immédiatement polémique.

## Délimitation
Désigner un acte comme crime sans victime revient à considérer sa condamnation comme illégitime[réf. nécessaire]. Il existe des désaccords sur ce qui entre dans la catégorie de « crime sans victime ». Pour justifier de l'absence de victime, on peut citer la présence d'un consentement des parties directement impliquées dans l'action (ex : relations homosexuelles) ou le caractère abstrait de la « victime », qui la rendrait inapte à être considérée comme une victime authentique (crime contre l'État, contre Dieu, etc.).
Néanmoins, certains actes sont pénalisés car considérés comme indésirables étant donné leurs effets jugés indésirables (drogues dures incapacitantes, jeux d'argent pouvant entraîner ruine et dépendance, etc.), ce qui signifierait que l'acte est perpétré par son auteur par ignorance, par mauvaise influence ou manipulation d'un tiers, par faiblesse de la volonté, addiction... Ou, tout simplement, la loi peut parfois pénaliser des activités jugées néfastes car le consentement de l'auteur y est invérifiable, il agit peut-être ainsi parce que l'on le lui a obligé.

## Exemples
Des utilisateurs de ce concept identifient plusieurs types distincts de crimes sans victime :
- Les actes supposés ne pouvant causer de dommage qu'à soi-même.
Exemples : toxicomanie, pratique des jeux d'argent.
- Les actes ne pouvant causer de dommage qu'aux participants de l'action, lorsque les participants consentent à participer à l'action.
Exemples : inceste, polygamie[5], prostitution, proxénétisme, suicide assisté[4], trafic de drogue[6].
- Les actes portant atteinte à des entités abstraites.
Exemples : blasphème[7], injure à la nation, clonage humain[8], infraction aux lois sur l'immigration[9].
- Des actes pouvant potentiellement faire des victimes, sans en faire.
Exemples : Association de malfaiteurs[10].